# Pomoranische Sprache
Pomoranisch oder Ostseeslawisch ist:
- Im engeren Sinn ist die pomoranische Sprache (sgn. West-Pomoranisch) eine Sammelbezeichnung für ausgestorbene westslawische (lechische) Dialekte entlang der Ostsee östlich der Trave, ungefähr im heutigen deutschen Mecklenburg und Vorpommern sowie im polnischen Westpommern.
- Im weiteren Sinn umfasst das Pomoranische auch die kaschubische und slowinzische Sprache, d. h. Slowinzisch-Kaschubisch, bzw. ihre historischen Vorgänger (sgn. Ost-Pomoranisch), wobei Slowinzisch oft nur als ein Dialekt des Kaschubischen aufgefasst wird[1] und Kaschubisch in Polen seit 2005 als Regionalsprache[2] gilt.
- Im weitesten (seltenen) Sinn ist die pomoranische Sprache eine Sammelbezeichnung für alle slawischen (auch typisch polnischen) Dialekte Pommerns.

Bei der ersten Definition handelt es sich um eine ausgestorbene Sprache, bei der zweiten (und dritten) Definition um eine lebende Sprache. Das Kaschubische (oft einschließlich des um 1945 ausgestorbenen Slowinzisch) wird heute im Sinne der zweiten Definition oft als „Pomoranisch“ bezeichnet, da es sich so gesehen um den einzigen übriggebliebenen „Teil“ des Pomoranischen handelt.

## Pomoranisch im engeren Sinn
Das Pomoranische im engeren Sinn grenzte im Westen an Polabisch, im Süden an Polnisch und im Osten an Kaschubisch-Slowinzisch bzw. Ostpomoranisch. Es wurde im 6. bis ca. 18. Jahrhundert gesprochen, wobei aber die Mehrheit der pomoranisch sprechenden Bevölkerung bereits zu Beginn der Neuzeit sprachlich germanisiert wurde.